# Penstemon rydbergii
Penstemon rydbergii är en grobladsväxtart som beskrevs av A. Nels.. Penstemon rydbergii ingår i släktet penstemoner, och familjen grobladsväxter.

## Underarter
Arten delas in i följande underarter:
- P. r. aggregatus
- P. r. oreocharis

## Bildgalleri

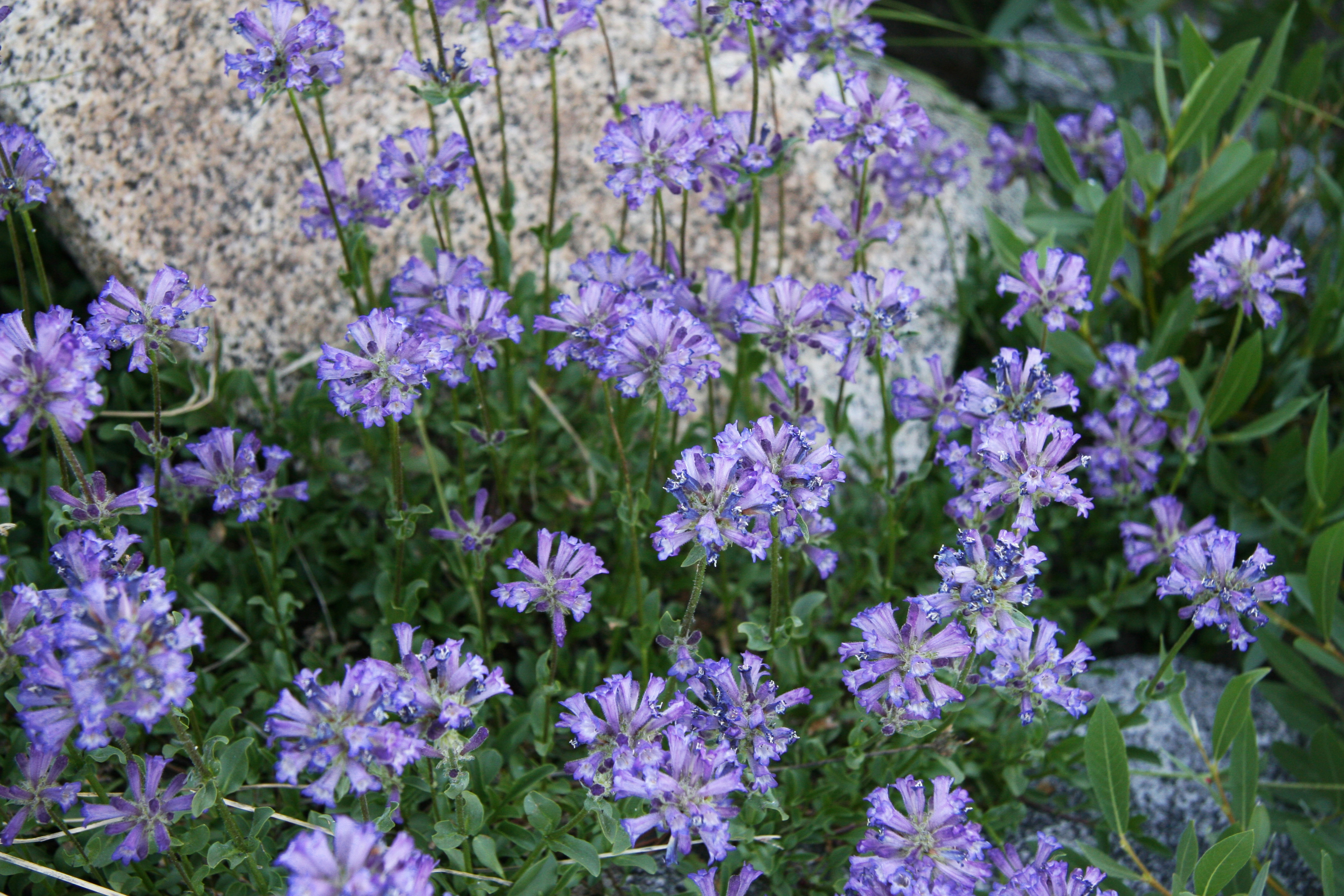
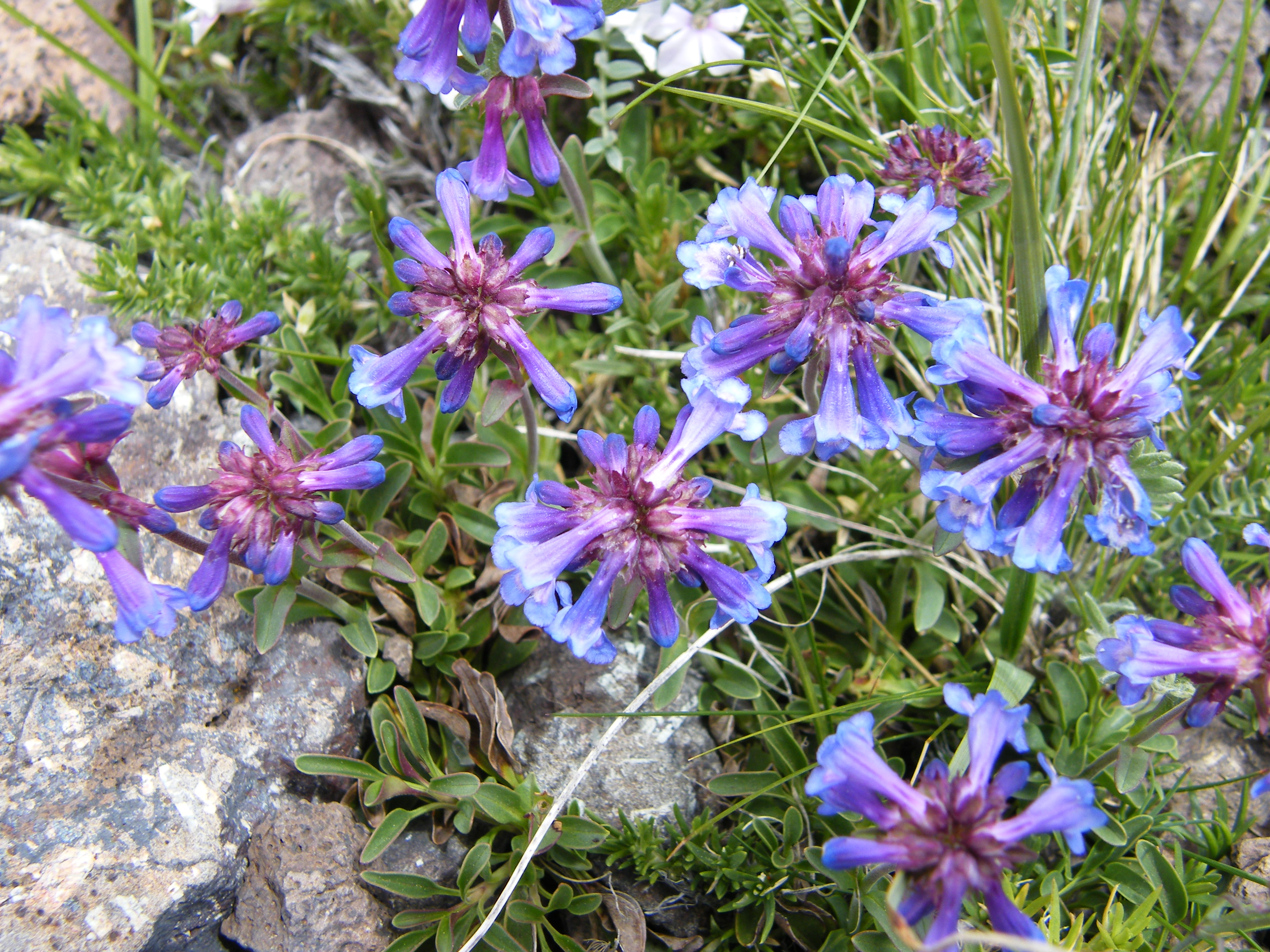
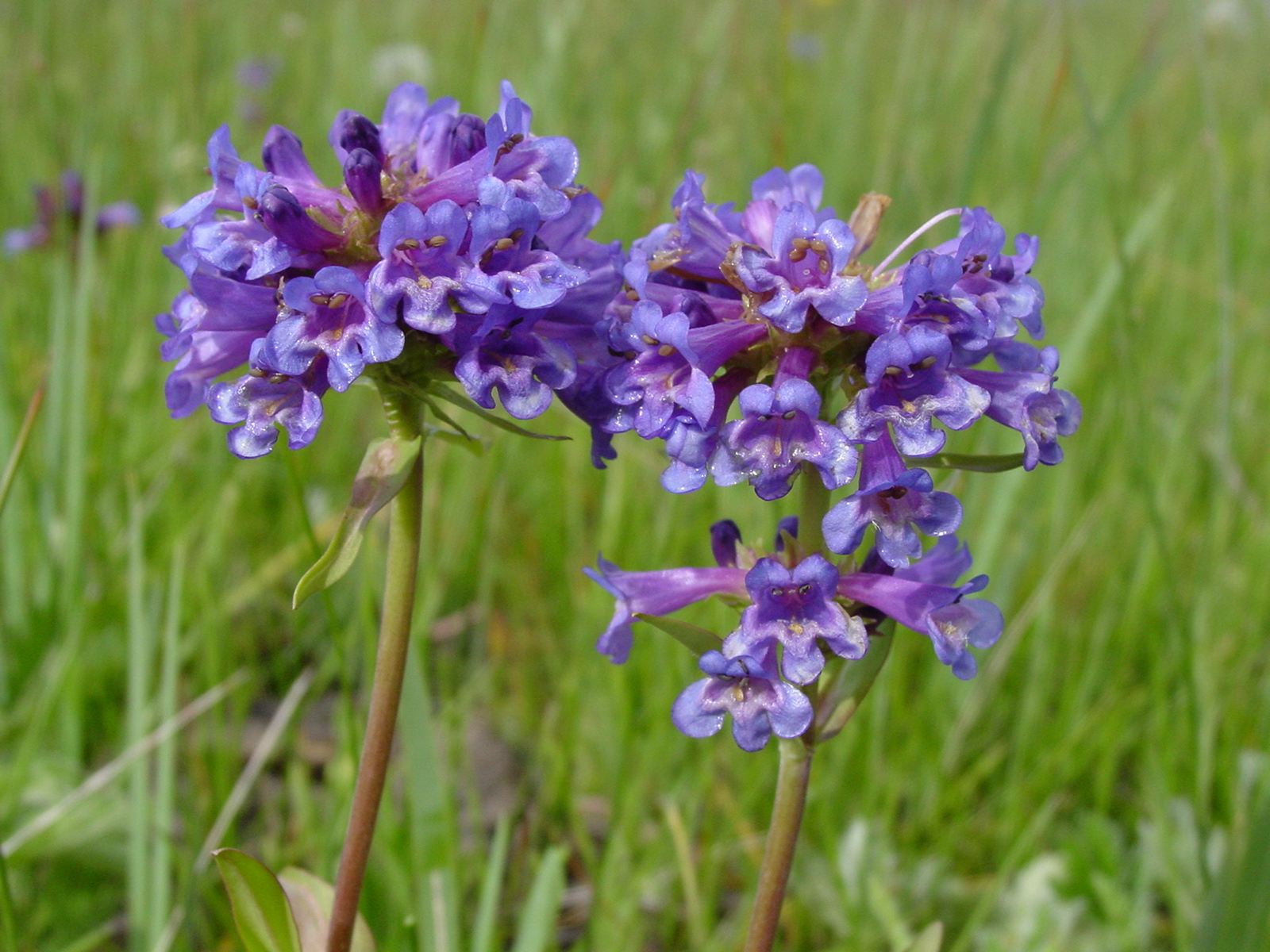